# Грей-Джонсон, Криспин
Криспин Грей-Джонсон (англ. Crispin Grey-Johnson, 7 декабря 1946, Банжул) — гамбийский государственный деятель, дипломат. С 19 марта 2008 года занимает пост Государственного секретаря по вопросам высшего образования Гамбии.

## Карьера
Родился в городе Банжул на территории британского протектората Гамбия. После окончания школы учился в Университете Макгилл в Канаде, получил степень бакалавра по политологии и французскому языку. В 1971 году получил сертификат о последипломном образовании в Оксфорде. В 1980 году получил степень магистра по управлению персоналом в Университете Джорджа Вашингтона.
C 1968 по 1977 год работал в департаменте образования в Банжуле. С 1977 по 1996 год работал в Африканской экономической комиссии, входящей в структуру ООН. В 1996 и 1997 годах занимал должность управляющего директора компании «Galloryaa Farms». После этого занимал должности верховного комиссара и посла в Сьерра-Леоне, Кот-д'Ивуаре, Либерии, Бразилии, Венесуэле, США и Канаде.
С 2002 по 2007 год занимал должность Чрезвычайного и полномочного посла и постоянного представителя Гамбии в ООН, руководил Комиссией ООН по делам населения и развития.
В начале 2007 года Грей-Джонсон был назначен министром высшего образования и научно-исследовательской деятельности. В сентябре 2007 года переведён на должность министра иностранных дел. В марте 2008 года переведён на должность министра высшего образования.